# Geomys arenarius
La tuza de bolsillo del desierto ( Geomys arenarius ) es una especie de roedor de la familia Geomyidae . Se encuentra en el estado de Chihuahua en México y en Texas y Nuevo México en Estados Unidos . 

## Descripción
Geomys arenarius es un roedor de tamaño mediano, con cola relativamente larga y peluda, y coloración pálida. Al igual que otras tuzas, sus cuerpos son más gruesos que los de otros roedores, sus ojos son reducidos y están equipados con extremidades anteriores grandes y con garras fuertes que les permiten ser fosoriales . Su pelaje es de color marrón opaco a lo largo de la espalda, con pelos dispersos con puntas negras. La coloración marrón opaca continúa dorsal y lateralmente hasta llegar al pecho, abdomen y pies, donde a veces se mezcla con el pelo blanco de estas zonas.

## Filogenia
La tuza de bolsillo del desierto pertenece al género Geomys , dentro de la familia Geomyidae dentro del orden Rodentia . La historia evolutiva de Geomys arenarius ha sido estudiada por varios grupos diferentes, pero aún se está decidiendo la filogenia exacta. Si bien hubo evidencia para darle al Geomys arenarius su propio taxón basado en su singularidad genética y morfológica, algunos investigadores creen que en realidad es una subespecie de Geomys bursarius debido a las similitudes entre los dos roedores.  No se ha presentado ningún argumento sólido para disputar el estatus de Geomys arenarius como su propia especie, pero muchos investigadores informan que es una subespecie, simplemente ha sido separada por especiación alopátrica . Cuando a esta especie se le otorga el estatus de especie completo, se reconocen dos subespecies , G. a arenarius y G. a. brevirostris . 

## Ecologia

### Distribución y habitat
Las tuzas de bolsillo del desierto habitan principalmente en una estrecha franja de tierra que sigue la parte superior del Valle del Río Grande desde Chihuahua, México, y luego avanza hacia el norte y el oeste hacia partes de Nuevo México y Texas  en los Estados Unidos. Debido al tamaño restringido de su área de distribución, están aislados de otros miembros de Geomys . 
Esta especie tiene una distribución muy irregular e inconexa. La subespecie G. a. brevirostris es la subespecie más al norte. El principal G. a. La población de brevirostris se encuentra en el Parque Nacional White Sands en la Cuenca de Tularosa de Nuevo México. Se encuentran dos pequeñas poblaciones de esta subespecie: una al sur de Gran Quivira y otra en la cuenca de la Jornada del Muerto . G. a. arenarius está más extendido y vive a lo largo del Río Grande y sus afluentes , en el sur de Nuevo México, el oeste de Texas y el norte de Chihuahua. La población de las llanuras de Deming cerca de Columbus, Nuevo México, posiblemente esté extinta. 
Las tuzas del desierto prefieren áreas de suelo suelto y muy transitado o riberas de ríos arenosas; Lugares en los que es fácil hacer un túnel y hacer una madriguera. Se encuentran comúnmente cerca de aguas abiertas como ríos, estanques o canales de riego. Las zonas que habitan suelen estar bordeadas por llanuras rocosas o desérticas. Su clima preferido es uno árido y deficiente en humedad, donde los veranos son largos y calurosos y los inviernos son cortos y de temperatura moderada. 